# 印刷马

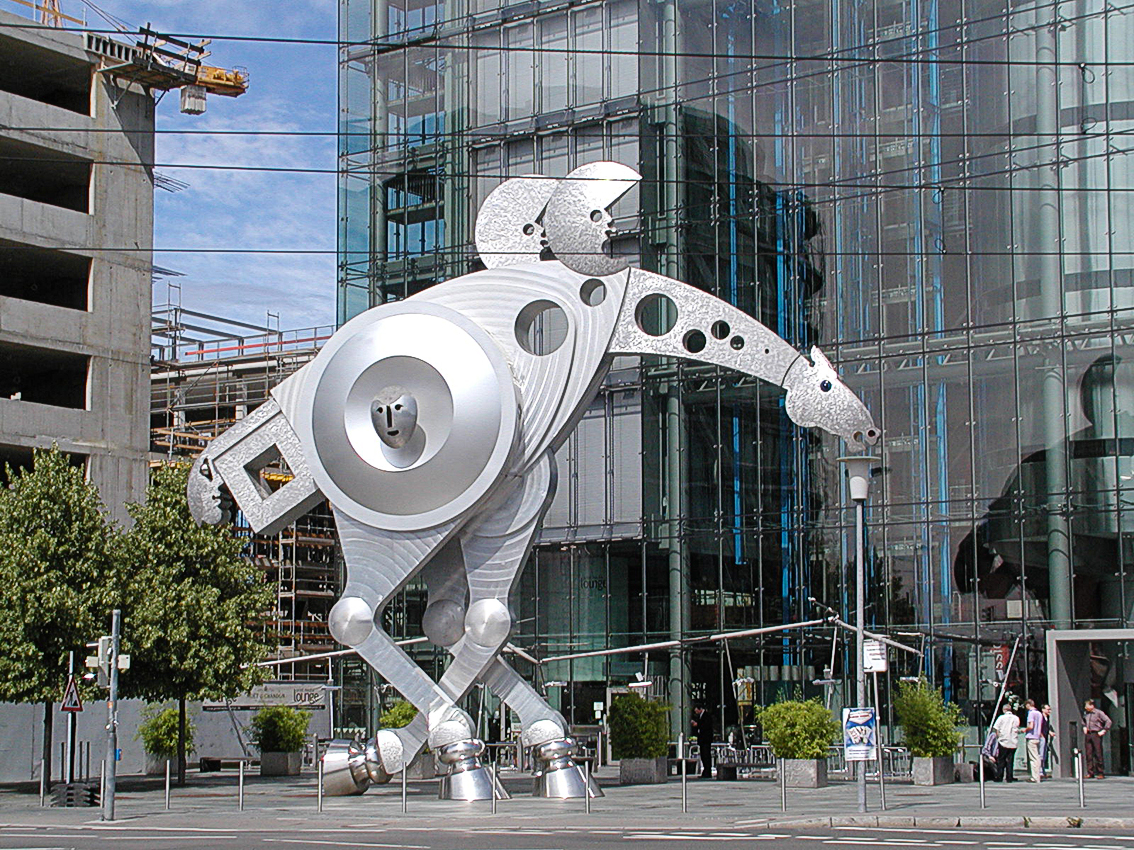
位於海德堡的印刷马

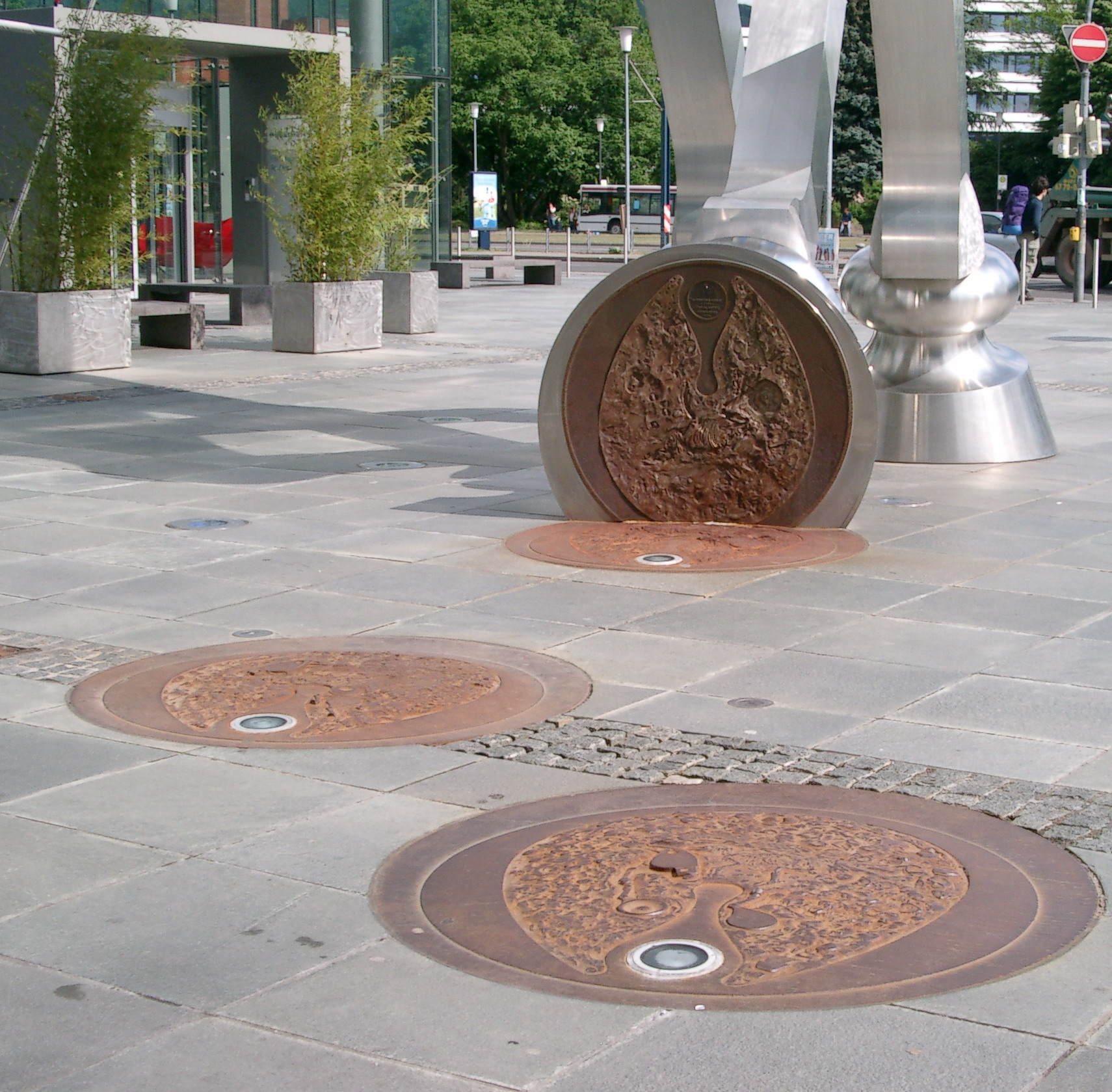
印刷马的马蹄图案

印刷马（德文：S-Printing Horse）是一个位于德国海德堡Print Media Academy学院前面空旷广场的大型马塑像，也是全世界最大的马塑像。
它高13米，长15米，宽4米，总重量为90顿，是由钢和铝通过各种不同的制造工艺（包括铸造，打磨，抛光，部分镀金和用包含云母的金属漆喷涂）制造而成。
印刷马的设计师是Jürgen Goertz，并从1998年开始制造直到2000年才完成并竖立在所属于海德堡印刷机械股份公司下的办公和教学综合大楼前的广场上。

## 意念
印刷马包含不锈钢成分，同时也代表着印刷机和印刷过程。举例来说，颈部的洞暗喻打印机侧面板上为缸轴承通过预留的洞。印刷马两侧的转动部位代表着印刷所特有的旋转过程。印刷马的尾部代表着印刷过程的结束，它的方形结构象征着印刷好的书，在傍晚更是由三种颜色照亮：青色, 洋红和黄色。在这本书的后面有一张面孔正在阅读，从而实现整个塑像的目的。
印刷马塑像同时还代表着思维和印刷之间的关系。典故出自于希腊神话中不可忽视的神马，所有的诗人都骑着带有翅膀的飞马。时至今日,他代表着诗人般飞跃的想象力。但诗人单靠灵感是不够的；他们也必须宣扬他们的思想. 凸版印刷的发明人Gutenberg首次将这一愿望广泛实现。

## 传说
关于印刷马有一个动人的传说，曾经有一位小伙子过着悠闲自得无忧无虑得生活，他丰富多彩的世界中充斥着对知识的渴望，欢声笑语的快乐和令人琢磨不透的幽默，他的生活就像一部永不停止转动的机器。直到一天他遇到一位心爱的姑娘，为了他们一起的生活变的更好，他愿意用他的一切来换取他心爱的人的平安和幸福，于是他开始学习新的技能，但是要做的事情实在太多了，小伙子的生活中渐渐的不见了平时的欢声笑语，渐渐的不见了那令人琢磨不透的幽默，尽管如此小伙子还是像一部超负荷运转的机器疲惫的转动着。虽然生活没有了以前的快乐，缺少了似曾相识的幽默，但是小伙子的心就像运转中的机器一样是火热的。直到有一天他心爱的姑娘也开始觉得他变得枯燥乏味没有一点意思，当小伙子意识到这一点时已经晚了，只能眼看着心爱的姑娘和别人远离的背影。于是这部“永不停止转动的机器”从内部开始向外冷却，直到完全凉了下来，最后只能做着一些简单的机械运动。终于有一天被一位有名的印刷设计师看到了，在他的身上打了很多洞，挖掉不好看的部位，做成了现在人们看到的印刷马。虽然现在他运转不了，但是他的眼神每天都注视着人群中他心爱的姑娘的身影。